# Alix Sosa
Alix Dayana Sosa González (Caracas, Venezuela, 3 de diciembre de 1988) es una  modelo y reina de belleza venezolana portadora de los títulos Miss Bolívar Mundo 2013 y  Miss Grand Venezuela 2014.

## Biografía y carrera
Alix Sosa es una joven modelo venezolana nacida en la capitalina ciudad de Caracas que inició su carrera en el modelaje desde la infancia. Sus padres murieron cuando era apenas una niña; su madre, Nancy Margarita González, fue especialista en Turismo y Hotelería (falleció en mayo de 1996) y su padre, Claudio César Sosa, cultivó en su adolescencia (falleció en abril de 2009); igualmente tiene dos hermanos. Sosa es Licenciada en Aduanas y Comercio Exterior de la Escuela de Hacienda Pública de Caracas y Especialista en Negociaciones Internacionales de la misma casa de estudios.
Posteriormente se interesó en concursos de belleza y así participó en la elección de Chica HTV en la primera edición de 2011. De igual manera participó sin éxito en Miss Venezuela Mundo 2013 representando al estado Bolívar. Desfiló en Venezuela con los mejores diseñadores. Después de su participación como la representante de Venezuela en el Miss Grand Internacional 2014 sede Bangkok, Tailandia se ha proyectado internacionalmente desde su nueva área de residencia en el sur de la Florida, Estados Unidos.

## Concursos de belleza

### Miss Venezuela Mundo 2013
Alix representó al estado Estado Bolívar en la primera edición del Miss Venezuela Mundo que se llevó a cabo el 10 de agosto en el Estudio 1 de Venevisión donde compitió con otras 11 candidatas representantes de diversos estados y regiones de Venezuela. El certamen fue finalmente ganado por Karen Soto.

### Miss Grand Internacional 2014
Alix Sosa fue coronada como Miss Grand Venezuela de manos de su antecesora Mariana Jiménez (quien más tarde se convirtió en Miss Venezuela), y por ello tuvo el derecho de representar al país en la 2.ª edición de Miss Grand International que se realizó el 7 de octubre de 2014 en la ciudad de Bangkok, Tailandia. Sosa compitió con otras 84 candidatas de diversos países y territorios autónomos y se posicionó entre las 20 semifinalistas de aquel certamen que fue ganado finalmente por Lees García de Cuba.